# Dekanat tarchomiński
Dekanat tarchomiński – dekanat diecezji warszawsko-praskiej wchodzącej w skład metropolii warszawskiej.

## Parafie
| Lp | Miejscowość / parafia                                                 | Proboszcz / administrator      | Zdjęcie |
| -- | --------------------------------------------------------------------- | ------------------------------ | ------- |
| 1  | Warszawa Najświętszej Maryi Panny Matki Pięknej Miłości               | ks. Krzysztof Krupa            |         |
| 2  | Warszawa św. Jakuba                                                   | ks. Andrzej Kowalski           |         |
| 3  | Warszawa św. Franciszka                                               | ks. Jan Józefczyk              |         |
| 4  | Warszawa św. Łukasza                                                  | ks. Marek Knych                |         |
| 5  | Warszawa Narodzenia Najświętszej Maryi Panny                          | ks. Robert Furman              |         |
| 6  | Białobrzegi Błogosławionej Karoliny Kózkówny Dziewicy i Męczennicy    | ks. Edward Kowara              |         |
| 7  | Józefów Najświętszej Maryi Panny Królowej                             | ks. Marek Kozłowski            |         |
| 8  | Nieporęt Niepokalanego Poczęcia NMP                                   | ks. kan. Władysław Trojanowski |         |
| 9  | Stanisławów Pierwszy Najświętszej Maryi Panny Wspomożycielki Wiernych | Ks. Tomasz Osiadacz            |         |
| 10 | Warszawa Matki Bożej Pompejańskiej                                    | Ks. Roman Kot                  |         |